# Dalila Ippólito
Dalila Ippólito, (Buenos Aires, 2002. március 24. –) argentin női válogatott labdarúgó. Az olasz bajnokságban középpályásként szerepel a Parma csapatánál.

## Pályafutása
Egy korosztályos bajnokságon figyeltek fel tehetségére, melyen a luganói lánycsapattal vett részt mindössze 8 évesen. A verseny után La Plaza negyedében járt edzésekre, míg 11 éves korában lecsapott rá a River Plate.

### Klubcsapatokban

#### River Plate
Két szezont töltött az utánpótlás csapatban és 2015-ben, 13 évesen bemutatkozhatott a Campeonatóban. Több mérkőzésen is szerepelt a 2016–17-es bajnokcsapatban és nemzetközi szinten is prezentálta képességeit a Cerro Porteño elleni Libertadores-kupa bronzmérkőzésén 2017 októberében.

#### UAI Urquiza
Az Urquiza színeiben ezüstérmet szerzett a 2019–20-as bajnokságban.

#### Juventus
2020 júliusában az olasz Juventus együtteséhez szerződött, akiknél 4 találkozón kapott lehetőséget.
Egy esztendővel később a Pomiglianóhoz került kölcsönbe és a campaniában eltöltött szezonjában 19 meccsen 2-szer volt eredményes.
Kölcsönszerződése végeztével a Juventus nem tartott igényt játékjogára a továbbiakban, így az újonc Parma keretéhez kötelezte el magát.

### A válogatottban
Uruguay ellen debütált 2019. május 24-én a válogatottban. Egy mérkőzésen lépett pályára a 2019-es világbajnokságon és ezüstéremmel térhetett haza a Pánamerikai Játékokról, ahol alapemberként számítottak rá.

## Sikerei

### Klubcsapatokban
Argentin bajnok (1):
- River Plate (1): 2016–17

 Argentin bajnoki ezüstérmes (2):
- River Plate (1): 2017–18
- UAI Urquiza (1): 2019–20

 Argentin bajnoki bronzérmes (2):
- River Plate (2): 2016, 2018–19

 Olasz bajnok (1):
- Juventus (1): 2020–21

 Olasz szuperkupa-győztes (1):
- Juventus (1): 2020

Copa Libertadores bronzérmes (1): 
- River Plate (1): 2017

### A válogatottban
Argentína
- Pánamerikai Játékok ezüstérmes (1): 2019

## Statisztikái

### A válogatottban
2022. július 30-ával bezárólag
| Válogatott | Szezon   | Mérk. | Gól |
| ---------- | -------- | ----- | --- |
| Argentína  |          |       |     |
| 2019       | 9        | 0     |     |
| 2021       | 5        | 0     |     |
| 2022       | 3        | 0     |     |
| Összesen   | Összesen | 17    | 0   |